# 荒木延祥
荒木 延祥（あらき のぶよし、英: Nobuyoshi Araki　1975年9月19日 - ）は、日本のアメリカンフットボールの元選手および監督。京都市出身。

## 経歴
高槻高校でアメリカンフットボールを始め、ランニングバック（RB）とラインバッカー（LB）を担当。
大阪選抜として西宮ボウルに出場。 
- 1994年、早稲田大学に進学。ランニングバック（RB）として活躍し、チームを関東リーグの上位に引き上げる。 4年時にはカレッジボウルに出場。
- 1998年、松下電工株式会社（現パナソニック）に入社しRBとして活躍。XリーグMIPを受賞（2000年）。 5年間主将を務め、2004年ライスボウル優勝。
- 2006年、現役引退。

## 指導者歴
- 2007年、パナソニック インパルス　スペシャルチームコーディネーター兼LBコーチに就任し、ライスボウル優勝（2008年）。
- 2011年、パナソニック インパルス監督に就任。
- 2015年、ライスボウル優勝を達成。
- 2020年、日本代表のスペシャルチームコーディネーター兼RBコーチを務める。
- 2021年から2023年までライスボウル出場。
- 2023年、アメリカンフットボール世界選手権での日本代表チームのアシスタントヘッドコーチ兼オフェンスコーディネーターに就任。
- 2024年よりパナソニック インパルスのアドバイザーに就任。
- 2024年、追手門学院高校の特別コーチとなり、同校を初のクリスマスボウル出場、高校日本一へ導いた。
- 2024年、早稲田大学米式蹴球部　シニアアドバイザーに就任。全国ベスト4。
- 2024年、パナソニック インパルス　ライスボウル優勝。